# V4-motor
En V4-motor er en stempelmotor med fire cylindre med en fælles krumtapaksel i V-form. V4-motoren er mindre udbredt end den fircylindrede rækkemotor, og i dag er konfigurationen mest udbredt i motorcykler. Eksempler på biler med denne motorkonfiguration er Ford Taunus og Saab 95/Saab 96, der benyttede Fords V-4.
Fordelen ved en V4-motor er, at den bliver kort og kompakt. Den kan derfor passe i længderetningen i motorrummet på en lille bil. Ulemperne ved en V4-motor er hovedsageligt vibrationer, der opstår, fordi den ikke er naturligt afbalanceret. De to stempler på samme side bevæger sig i modfase, dvs. det ene bevæger sig opad, mens det andet bevæger sig nedad, men dette skaber en vibration, fordi bevægelsen ikke udlignes af det andet stempel. I en boksermotor eksisterer dette problem ikke, da de modsatte cylinderrækker balancerer hinanden med deres bevægelser. Normalt løses dette ved at have en balanceaksel i motoren. En anden ulempe ved V4-motoren sammenlignet med en rækkemotor er, at der er to topstykker, og hvis motoren har overliggende knastaksler, skal der også være to af disse. V-motorer med stødstænger kan dog have en fælles knastaksel mellem cylinderrækkerne.